# 電子郵件用戶端
電子郵件用戶端通常指使用IMAP/POP3/SMTP/ESMTP协议收发电子邮件的软件。

## 電子郵件用戶端
世界上有非常多种著名的邮箱客户端，比如Microsoft Office的Outlook、Mozilla Thunderbird、The Bat!、Becky!以及中国的客户端三剑客FoxMail、Dreammail和KooMail等。

## 標準
接收電子郵件的常用協議是POP3和IMAP，發送電子郵件的常用協議是SMTP。
另一個大部分郵箱客户端支持的重要標準是MIME，它是用來發送電子郵件附件的。

### 端口號
電子郵件預設使用的TCP端口號如下:
| 協議 | 作用     | 純文本或加密會話 | 單純文本會話 | 單純加密會話 |
| ---- | -------- | ---------------- | ------------ | ------------ |
| POP3 | 收郵件   | 110              |              | 995          |
| IMAP | 收郵件   | 143              |              | 993          |
| SMTP | 發郵件   | 25               |              | (非標準) 465 |
| MSA  | 發郵件   | 587              |              |              |
| HTTP | 網頁郵箱 |                  | 80           | 443          |

## 限制客户端的使用
由于電子郵件客户端軟件通常不能带来网页版郵件的广告点击，因此有些邮箱提供商限制電子郵件客户端的使用。